# V345 Carinae
V345 Carinae eller HD 78764, är en ensam stjärna i södra delen av stjärnbilden Kölen. Den har en högsta skenbar magnitud av ca 4,66 och är synlig för blotta ögat där ljusföroreningar ej förekommer. Baserat på parallax enligt Gaia Data Release 2 på ca 3,2 mas, beräknas den befinna sig på ett avstånd på ca 1 010 ljusår (ca 310 parsek) från solen. Den rör sig bort från solen med en heliocentrisk radialhastighet på ca 19 km/s.

## Egenskaper

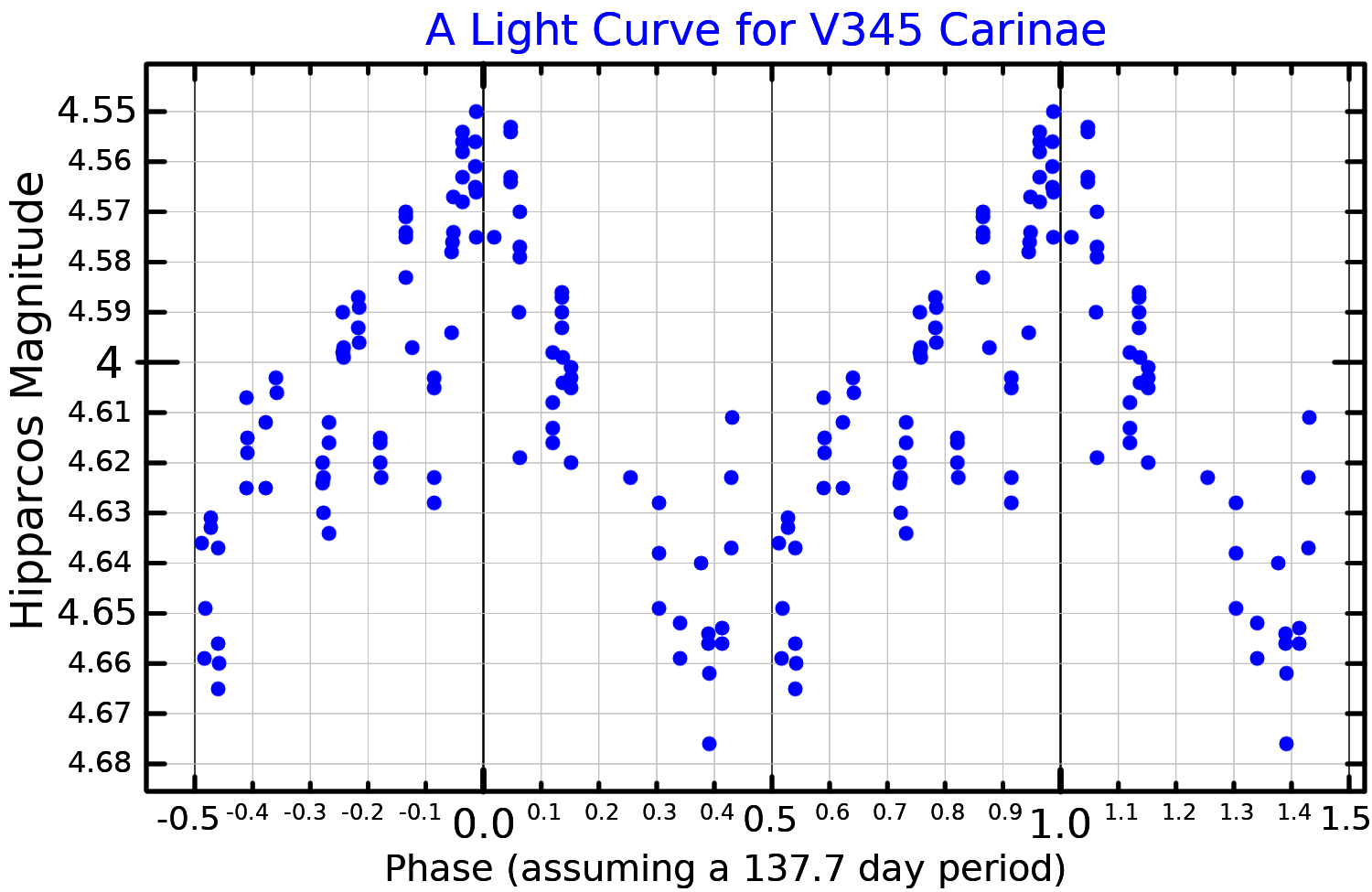
Ljuskurva för V345 Carinae, plottad från Hipparcos-data.

V345 Carinae är en vit till blå stjärna  av spektralklass B2 (IV)n, som är en misstänkt underjättestjärna av spektraltyp B. Beteckningen 'n' anger "diffusa" linjer i dess spektrum orsakade av snabb rotation med en projicerad rotationshastighet på 140 km/s. Den är en Be-stjärna som omges av en skiva av het, dekreterad gas som sätter in emissionslinjer i spektrumet. Den har en massa som är ca 9,6 solmassor, en radie som är ca 8,7 solradier och har ca 2 500 gånger solens utstrålning av energi från dess fotosfär vid en effektiv temperatur av ca 19 000 K.

## Variation
V345 Carinae uppvisar en komplex variation av skenar magnitud på 4,67 till 4,78 med perioder på 1,13028 och 137,7 dygn. Även om den anses vara en ensam stjärna, föreslog Carrier et al. (2002) att den längre perioden kan orsakas av någon sorts binär interaktion med den omgivande skivan eller kanske en ljusreflekterande effekt. Någon följeslagare har emellertid inte upptäckts via variationer i radiella hastighet. Detta tyder på att följeslagaren antingen skulle behöva ha mindre än 1,7 gånger solens massa eller ses nästan från polen. De kortsiktiga variationerna kan vara från icke-radiella pulseringar som liknar de för Omega Canis Majoris.